# Furcifer petteri
Furcifer petteri е вид влечуго от семейство Хамелеонови (Chamaeleonidae). Видът е световно застрашен, със статут Уязвим.

## Разпространение
Разпространен е в Мадагаскар.